# Nenè Nhaga Bissoli
Nenè Nhaga Bissoli (Bula, 10 ottobre 1987) è una calciatrice guineense naturalizzata italiana, di ruolo difensore.

## Carriera

### Club

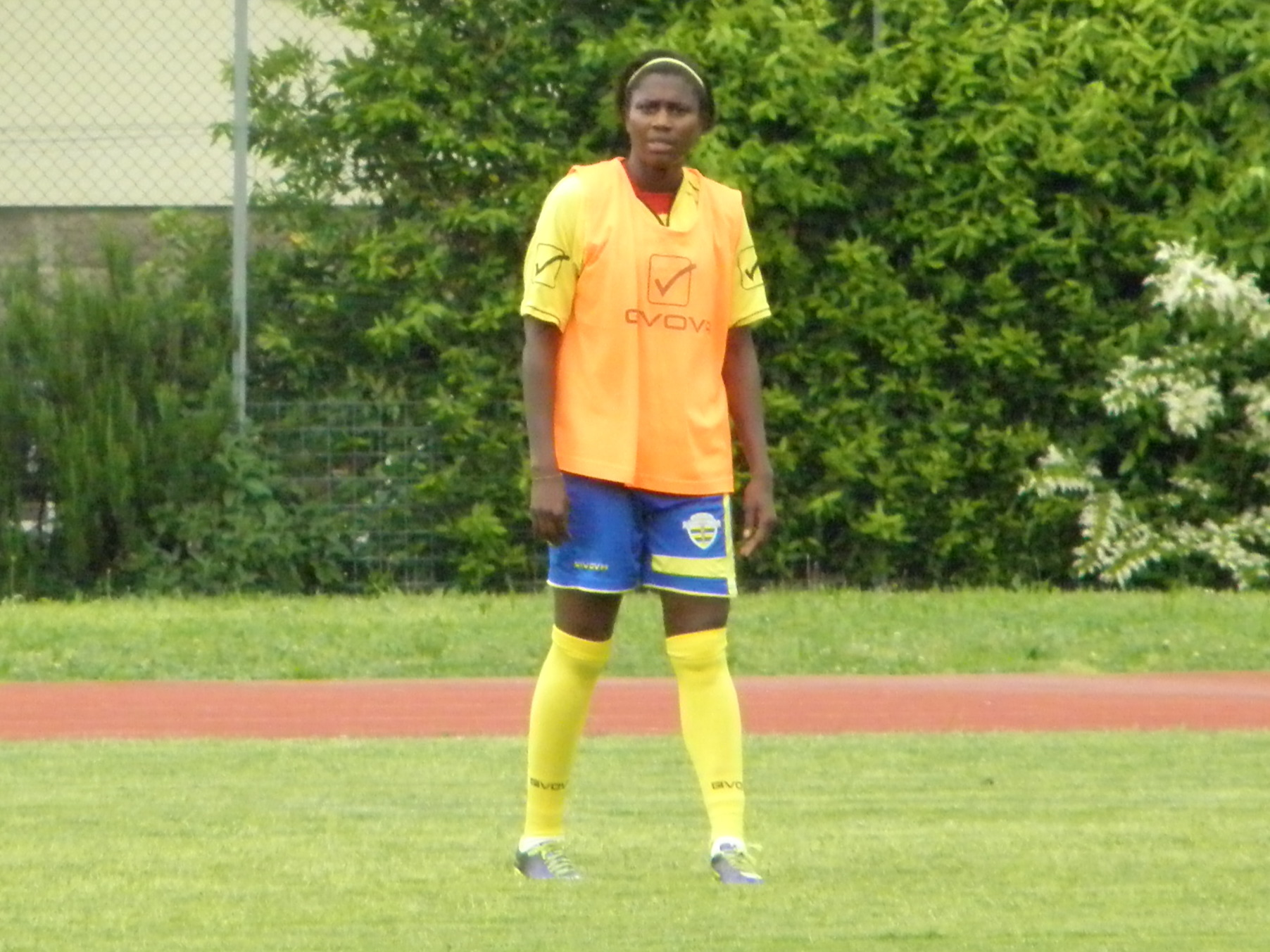
Bissoli prima della finale di Coppa Italia nel 2015.

Ha mosso i primi passi nel mondo del calcio femminile con la squadra del Libertas Castagnaro (VR); il Presidente Lucio Ghirotto ha fortemente voluto quest'atleta e l'ha fatta crescere sotto la guida tecnica di Mister Pietro Pizzo. Lei ha subito dimostrato grandi abilità fisiche, tecniche e grande professionalità. Ha contribuito a far vincere il Torneo Giovanile Regionale Veneto alla squadra nel 1999. Presenza fissa e costante nella Rappresentativa Veneta per molti anni, assieme a parecchie sue compagne di squadra nel Libertas Castagnaro.

### Nazionale
Nel febbraio 2008 il commissario tecnico Pietro Ghedin la convoca nella Nazionale di calcio femminile dell'Italia per le qualificazioni del Campionato europeo femminile di calcio 2009 dove, inserita nel gruppo 2, si dovrà scontrare con le nazionali di Svezia, Ungheria, Irlanda e Romania. Ghedin la riconvoca nel 2009, dove è inserita in rosa nella partita del 25 novembre contro l'Armenia e nel 2011 in previsione di utilizzarla nell'ambito della fase a gironi di qualificazione al campionato europeo 2013 dove le azzurre sono inserite nel Gruppo 1. Bissoli resta comunque sempre a disposizione senza partecipare al torneo.
Dopo l'avvicendamento del ct della Nazionale, nel 2012, Antonio Cabrini rinnova la fiducia a Bissoli convocandola nel raduno del 22 ottobre 2012 tuttavia solo nel 2014 riuscirà a disputare la sua prima partita con la maglia azzurra. Dopo le apparizioni durante l'edizione 2014 della Cyprus Cup, esordisce nell'ambito della fase a gironi, Gruppo 2, delle qualificazioni al campionato mondiale femminile di calcio 2015. Il 5 aprile 2014, Bissoli è in campo dal primo minuto nella partita Italia-Spagna disputata allo Stadio Romeo Menti di Vicenza, match terminato con il risultato di 0 a 0..

## Statistiche

### Cronologia presenze e reti in nazionale
| Cronologia completa delle presenze e delle reti in nazionale ― Italia | Cronologia completa delle presenze e delle reti in nazionale ― Italia | Cronologia completa delle presenze e delle reti in nazionale ― Italia | Cronologia completa delle presenze e delle reti in nazionale ― Italia | Cronologia completa delle presenze e delle reti in nazionale ― Italia | Cronologia completa delle presenze e delle reti in nazionale ― Italia | Cronologia completa delle presenze e delle reti in nazionale ― Italia | Cronologia completa delle presenze e delle reti in nazionale ― Italia |
| Data                                                                  | Città                                                                 | In casa                                                               | Risultato                                                             | Ospiti                                                                | Competizione                                                          | Reti                                                                  | Note                                                                  |
| --------------------------------------------------------------------- | --------------------------------------------------------------------- | --------------------------------------------------------------------- | --------------------------------------------------------------------- | --------------------------------------------------------------------- | --------------------------------------------------------------------- | --------------------------------------------------------------------- | --------------------------------------------------------------------- |
| 12-3-2007                                                             | Silves                                                                | Italia                                                                | 4 – 1                                                                 | Irlanda                                                               | Algarve Cup 2007                                                      | -                                                                     | 86’                                                                   |
| 7-3-2014                                                              | Larnaca                                                               | Italia                                                                | 1 – 3                                                                 | Canada                                                                | Cyprus Cup 2014                                                       | -                                                                     |                                                                       |
| 12-3-2014                                                             | Paralimni                                                             | Australia                                                             | 5 – 2                                                                 | Italia                                                                | Cyprus Cup 2014 - Finale 7º posto                                     | -                                                                     |                                                                       |
| 5-4-2014                                                              | Vicenza                                                               | Italia                                                                | 0 – 0                                                                 | Spagna                                                                | Qual. Mondiali 2015                                                   | -                                                                     |                                                                       |
| 10-4-2014                                                             | Cluj-Napoca                                                           | Romania                                                               | 1 – 2                                                                 | Italia                                                                | Qual. Mondiali 2015                                                   | -                                                                     | 65’                                                                   |
| 8-5-2014                                                              | Skopje                                                                | Macedonia                                                             | 0 – 11                                                                | Italia                                                                | Qual. Mondiali 2015                                                   | -                                                                     |                                                                       |
| 17-9-2014                                                             | Vercelli                                                              | Italia                                                                | 15 – 0                                                                | Macedonia                                                             | Qual. Mondiali 2015                                                   | -                                                                     |                                                                       |
| 25-10-2014                                                            | Rieti                                                                 | Italia                                                                | 2 – 1                                                                 | Ucraina                                                               | Qual. Mondiali 2015 - Play-off                                        | -                                                                     |                                                                       |
| 29-10-2014                                                            | Leopoli                                                               | Ucraina                                                               | 2 – 2                                                                 | Italia                                                                | Qual. Mondiali 2015 - Play-off                                        | -                                                                     |                                                                       |
| Totale                                                                |                                                                       | Presenze                                                              | 9                                                                     |                                                                       | Reti                                                                  | 0                                                                     |                                                                       |

## Palmarès
- Campionato italiano di Serie A2: 1

Porto Mantovano: 2005-2006
- Campionato italiano di Serie B: 1

Valpolicella: 2016-2017
- Coppa Italia: 2

Tavagnacco: 2012-2013, 2013-2014